# Luis Luise
Luis Luíse, I.M.C. (Veneza, Itália, 2 de maio de 1913 - Cascavel, Brasil, 2 de novembro de 1987) foi um sacerdote católico ítalo-brasileiro. 
Notabilizou-se pelo seu papel agregador e pelo auxílio prestado aos moradores das pequenas cidades em que viveu, especialmente os agricultores, formando cooperativas na região Oeste do Paraná. 
É reconhecido como o mentor do cooperativismo agrícola no Brasil.

## Histórico
Nasceu no dia 2 de maio de 1913, em Martellago, uma vila de Veneza, na Itália. Aos catorze anos de idade ingressou no Seminário de Pederoba, onde começou sua história na vida cristã. 
No dia  2 de outubro de 1933 iniciou o noviciado em Rosignano Monferrato, Alexandria. Em 16 de março de 1938 foi ordenado sacerdote pela congregação Missionários de Nossa Senhora da Consolata.
Em novembro de 1946 embarcou rumo ao Brasil, chegando no dia 1º de dezembro. Em janeiro de 1947 assumiu a Paróquia de Aparecida de São Manuel, no Estado de São Paulo. Três anos depois foi transferido para Erechim, no Rio Grande do Sul.  
No dia 1º de março de 1952 assumiu a paróquia de Cascavel, onde fundou a Igreja Matriz, atual Catedral Metropolitana. Ali ajudou no desenvolvimento urbano ao contribuir para a consolidação do município recém criado. Em março de 1953 retornou a Erechim, onde ficou por 10 anos. Lá criou e dirigiu o Patronato Agrícola São José. 
De volta a Cascavel, em 1963, assumiu a Paróquia Nossa Senhora Consolata, no então distrito de Cafelândia, dedicando mais 10 anos em prol da religião e do cooperativismo. No dia 1º de julho de 1973 assumiu a Paróquia São Paulo Apóstolo, no Bairro Parque São Paulo, em Cascavel, onde ficou até o seu falecimento, em 2 de novembro 1987, vítimado por um acidente automobilístico na BR 277, quando voltava de uma de suas tradicionais visitas religiosas.

## Principais realizações
Além de colaborar no desenvolvimento dos incipientes municípios do Paraná, Luis Luise reuniu alguns agricultores e fundou uma das primeiras cooperativas agrícolas do estado, em Cafelândia, cujo nome é um acrônimo que homenageia a congregação da qual fazia parte, a Cooperativa Agroindustrial Consolata Ltda - Copacol, da qual também foi seu primeiro presidente. Atualmente a Copacol é uma das maiores cooperativas agrícolas e uma das maiores produtoras de alimentos do Brasil.
Em Cascavel construiu a igreja matriz, que posteriormente se tornou Catedral Metropolitana, levantou a bandeira para a construção do aeroporto da cidade e ajudou a fundar a Cooperativa Agroindustrial de Cascavel.
Também colaborou com a emancipação do município de Cafelândia, até então distrito de Cascavel.

## Homenagens
Após sua morte, foram batizados ou criados em sua homenagem: 
- Fundação Padre Luis Luise, em Cafelândia;
- Rua Padre Luis Luise, em Cafelândia
- Rua Luis Luise, em Cascavel
- Centro Educacional Infantil Luis Luise, em Cascavel